# Изменение климата в Германии
Изменение климата в Германии ведёт к долгосрочным последствиям для сельского хозяйства страны, более интенсивным волнам тепла и холода, наводнениям, а также нехватке воды. Дебаты о том, как решить эти долгосрочные проблемы, вызванные изменением климата, также вызвали изменения в энергетическом секторе и в стратегиях смягчения последствий. Энергетический переход в Германии стал важным политическим вопросом, который затруднил коалиционные переговоры для ХДС Ангелы Меркель.
Несмотря на масштабные инвестиции в возобновляемые источники энергии, Германия изо всех сил пытается сократить производство и использование угля. Страна остается крупнейшим европейским импортером угля и производит второе по величине количество угля в Европейском Союзе после Польши, около 1 % от общемирового объёма.
Политика Германии в области изменения климата начала разрабатываться примерно в 1987 году и исторически включала последовательную постановку целей по сокращению выбросов (смягчению последствий), стимулирование использования возобновляемых источников энергии, стандарты энергоэффективности, рыночные подходы к проблеме изменения климата и добровольные соглашения с промышленностью. В 2021 году Федеральный конституционный суд вынес знаковое решение по вопросам изменения климата, которое предписало правительству установить более чёткие цели по сокращению выбросов парниковых газов.

## Выбросы парниковых газов
Германия стремится достичь углеродной нейтральности к 2045 году, установив предварительные цели по сокращению выбросов по меньшей мере на 65 % к 2030 году и на 88 % к 2040 году по сравнению с уровнем 1990 года.
Германия входит в десятку крупнейших стран, загрязняющих окружающую среду парниковыми газами
С 1990 года выбросы парниковых газов в Германии сократились: с 1 242 миллионов тонн эквивалента CO2 в 1990 году до 762 миллионов тонн в 2021 году. После периода стагнации выбросы значительно снизились в период с 2017 по 2021 год, в основном благодаря повышению ставок торговли сертификатами на выбросы и росту зелёной энергетики. Федеральное агентство по охране окружающей среды сообщило в марте 2022 года, что в 2021 году выбросы парниковых газов в Германии увеличились на 4,5 % по сравнению с 2020 годом.
По состоянию на 2021 год Германия занимает 6-е место в мире по суммарным выбросам — около 100 Гт. В 2016 году правительство Германии обязалось сократить выбросы парниковых газов на 80 %-95 % к 2050 году.
29 апреля 2021 года Конституционный суд Германии вынес знаковое решение по проблеме изменения климата, согласно которому правительство должно установить более чёткие цели по сокращению выбросов парниковых газов. Суд назвал действующие положения правительства «несовместимыми с фундаментальными правами», поскольку они возлагают бремя сокращения выбросов на будущие поколения. Суд дал правительству срок до конца 2022 года, чтобы установить более чёткие цели по сокращению выбросов парниковых газов, начиная с 2031 года.
В августе 2022 года канцлер Германии Олаф Шольц встретился с премьер-министром Канады Джастином Трюдо, чтобы подписать соглашение о создании цепочки поставок водорода в Канаду.

## Воздействие на природную среду
Североморские провинции Шлезвиг-Гольштейн и Нижняя Саксония имеют высокую уязвимость для штормовых приливов и мощным речным наводнениям. Балтийская провинция Мекленбург-Передняя Померания менее уязвима для штормовых приливов, но подвержена большему риску потери биоразнообразия, потери верхнего слоя почвы и эрозии.

## Воздействие на людей

### Экономическое воздействие
Поскольку Германия является высокоиндустриальной, урбанизированной страной с относительно короткой береговой линией по сравнению с другими крупными странами, воздействие изменения климата на Германию имеет более узкую направленность, чем на другие крупные страны. Традиционные промышленные регионы Германии, как правило, наиболее уязвимы для изменения климата. В основном они расположены в провинциях Северный Рейн-Вестфалия, Саар, Рейнланд-Пфальц, Тюрингия, Саксония, Шлезвиг-Гольштейн и в городах Бремен и Гамбург.
Рейнланд — исторически высокоиндустриальный и густонаселенный регион, включающий земли Северный Рейн-Вестфалия, Рейнланд-Пфальц и Саар. Этот регион богат месторождениями железа и угля и поддерживает одну из крупнейших угольных отраслей Европы. В прошлом выбросы серной кислоты с угольных заводов Рейнской области способствовали образованию кислотных дождей, которые наносили ущерб лесам в других регионах, таких как Гессен, Тюрингия и Саксония.
Другие значительные проблемы Рейнской области, связанные с высоким уровнем индустриализации, включают разрушение инфраструктуры в результате экстремальных погодных явлений, потерю воды для промышленных нужд и колебания уровня грунтовых вод. Поскольку эти проблемы связаны с уровнем индустриализации, города других регионов также чувствительны к этим вызовам, включая Мюнхен и Бремен.

### Сельское хозяйство
Повышение температуры в Германии повлияло на некоторые отрасли немецкого сельского хозяйства. В частности, потепление, по крайней мере, с 1988 года в юго-западных винодельческих регионах, вызвало снижение производства ледяного вина — продукта, особенно уязвимого при аномальном потеплении. В 2019 году ледяное вино почти не производилось из-за отсутствия достаточного количества холодных дней (с температурой не менее −7°С).
Ключевой причиной того, что земля Мекленбург-Передняя Померания особенно уязвима для изменения климата среди северных провинций, является то, что это относительно бедный регион Германии с большим сельскохозяйственным сектором.

### Воздействие на здоровье
Многие провинции и регионы Рейнской области сильно застроены, что создает эффект теплового острова. Кроме того, городские районы быстро стареют вместе с остальной Германией. Это увеличивает тяжесть и частоту тепловых волн, которые могут быть опасны для уязвимых групп населения.

### Наводнения
Моделирование, проведенное в ноябре 2020 года и опубликованное в KN Journal of Cartography and Geographic Information, показало, что при использовании сценариев 4.5 и 8.5 Репрезентативного пути концентрации (RCP) от 5477 до 626 880 человек пострадают от наводнений в результате повышения уровня моря в Северной Германии. Основная разница обусловлена тем, будут ли дамбы прорываться или нет.

## Смягчение последствий и адаптация

### Возобновляемая энергия
Германия разработала множество политических мер, направленных на поощрение использования возобновляемых источников энергии, таких как Закон о льготах на электроэнергию и Закон о возобновляемых источниках энергии. Закон о льготах на электроэнергию 1991 года предусматривал, что коммунальные предприятия приобретают субсидированную возобновляемую электроэнергию, которая фактически стоит 90 % от розничной цены, что отныне сделало развитие ветроэнергетики, биомассы и гидроэнергетики экономически выгодным. По оценкам, Закон о льготах на электроэнергию стал причиной 42-кратного увеличения ветроэнергетики с 1990 по 1998 год.
Несмотря на первоначальный успех, из-за изменений на рынке электроэнергии, к концу десятилетия Закон о льготном снабжении электроэнергией перестал быть эффективным, и позже был дополнен Законом о возобновляемых источниках энергии 2000 года. Этот закон гарантировал цены на возобновляемую энергию в течение двадцати лет путем установления льготных цен и распределил расходы на субсидии ветроэнергетики между потребителями всех источников энергии.
Меры по смягчению последствий принимаются на всех уровнях власти. На федеральном уровне усилия предпринимает Umweltbundesamt (UBA), основное агентство по охране окружающей среды Германии. Основная роль UBA заключается в проведении оценки экологических рисков и предоставлении политических рекомендаций Министерству окружающей среды. Агентство также отвечает за соблюдение законов об охране окружающей среды, в том числе в процессе утверждения новых фармацевтических препаратов и пестицидов и торговли CO2.
В некоторых районах Германии к 2030 году планируется постепенный отказ от бензиновых и дизельных автомобилей.

### Транспорт
В мае 2022 года некоторые страны Европейского союза сильно снизили цены на проезд в общественном транспорте, в том числе потому, что это относительно безвредный для климата вид транспорта: Германия, Австрия, Ирландия (страна), Италия. Германия снизила цену до 9 евро. В некоторых городах цена была снижена более чем на 90 %. Национальная железнодорожная компания Германии обязалась увеличить количество поездов и продлить линии по новым направлениям. Использование поездов значительно возросло.

### Адаптационные подходы
В 2008 году Федеральный кабинет министров Германии принял «Немецкую стратегию адаптации к изменению климата», которая устанавливает рамки для адаптации в Германии. Приоритетами являются сотрудничество с федеральными землями Германии в оценке рисков изменения климата, выявление областей действий и определение соответствующих целей и мер. В 2011 году Федеральный кабинет министров принял «План действий по адаптации», который сопровождается другими пунктами, такими как исследовательские программы, оценки адаптации и систематические наблюдения.

### Политика и законодательство для достижения смягчения последствий
Парижское соглашение — это юридически обязывающее международное соглашение, главная цель которого — ограничить глобальное потепление до уровня ниже 1,5 градусов Цельсия по сравнению с доиндустриальным уровнем. Национально определенные вклады (NDC) — это планы по борьбе с изменением климата, адаптированные для каждой страны. У каждого участника соглашения свои цели, основанные на собственных исторических климатических данных и условиях страны, и все цели для каждой страны указаны в их НОВ. В случае стран-членов Европейского союза цели очень похожи, и Европейский союз работает с общей стратегией в рамках Парижского соглашения.

### Определение целей
В третьем докладе Комиссии по изучению климата, выпущенном в 1990 году под названием «Защита Земли», содержался призыв к Германии сократить выбросы углекислого газа (CO2) на 30 % по сравнению с уровнем 1987 года к 2005 году и на 80 % к 2050 году. После выхода доклада федеральное правительство Германии приняло рекомендованную цель сокращения выбросов на 25-30 % к 2005 году. Более поздние цели по сокращению выбросов включают обязательство Германии сократить выбросы парниковых газов (ПГ) на 21 % с 1990 по 2012 год в рамках коллективного 8 % сокращения ЕС по Киотскому протоколу, а также цель 2005 года по сокращению выбросов ПГ на 40 % с 1990 по 2020 год. Принятие этих национальных целей побудило правительство Германии принять различные политические меры для достижения этих целей.
В феврале 2022 года правительство Германии начало продвигать новую цель — 100 % возобновляемой электроэнергии к 2030 году. Планируется использовать солнечную и ветровую энергию.

### Добровольные соглашения с промышленностью
В дополнение к принятым на национальном уровне целям по сокращению выбросов, частная промышленность также заключила соглашения с правительством о сокращении своих выбросов. В 1995 году немецкая промышленность опубликовала добровольную декларацию о своих целях по сокращению выбросов, которая затем была пересмотрена в 1996 году. В ноябре 2000 года был опубликован отчет, в котором говорилось, что многие отрасли немецкой промышленности перевыполняют свои цели в два раза быстрее, чем было предусмотрено первоначально. Воодушевленная этим успехом, промышленность опубликовала ещё одну пересмотренную декларацию, в которой ставилась цель сократить общие выбросы парниковых газов на 35 % к 2005 году.

### Эффект «падения стены»
Одним из основных факторов сокращения выбросов ПГ в Германии стало воссоединение Германии в 1990 году, экономическое возрождение и другие меры политики которого позволили сократить на 112,9 мегатонн CO2/год с 1990 по 2010 год. Экологические преимущества политики воссоединения были в основном сопутствующими выгодами от таких мер модернизации, как повышение стандартов энергоэффективности и создание частной угледобывающей промышленности.

### Закон об изменении климата 2019 года
Федеральный кабинет министров инициировал принятие закона об изменении климата в октябре 2019 года, чтобы сделать климатические цели юридически обязательными. В нем будет указано, сколько СО2 в год разрешено выбрасывать каждому сектору. Это количественные и проверяемые отраслевые цели на каждый год с 2020 по 2030 год. За мониторинг будут отвечать Федеральное агентство по охране окружающей среды и независимый совет экспертов.

### Международное сотрудничество
Германия предпринимает шаги по решению проблемы изменения климата с середины 1980-х годов, начиная с участия в международных переговорах по Монреальскому протоколу, который был подписан в 1987 году.

## Общество и культура
Монреальский протокол в 1987 году и Чернобыльская ядерная катастрофа в 1986 году стали для немецкой общественности событиями, которые привлекли внимание к экологии и впоследствии вывели её на первое место в политической повестке дня. В результате правительство Германии при канцлере Гельмуте Коле создало Министерство окружающей среды, охраны природы и ядерной безопасности (Bundesministrium fuer Umwelt, Natureschutz, und Reaktorsicherheit, BMU) в 1986 году и подкомитет — Комиссию Enquête по превентивным мерам по защите атмосферы Земли (Climate Enquête Commission) в 1987 году. Роль этих комитетов заключалась в исследовании вопросов, связанных с проблемой истощения озонового слоя и изменения климата, содействии парламентским дебатам и подготовке отчетов для политиков с целью создания хорошо информированных программ.
Отчёты, подготовленные Комиссией по изучению климата, заложили основу политики Германии в области изменения климата, которая исторически включала последовательную постановку целей по сокращению выбросов, продвижение возобновляемых источников энергии, стандарты энергоэффективности, рыночные подходы к проблеме изменения климата и добровольные соглашения с промышленностью.
Яннис Контурис провёл исследование, используя Немецкую социально-экономическую панель, которое было посвящено вопросу о том, заботится ли страна, находящаяся под авторитарным правлением, об изменении климата меньше, чем демократическая страна. Контурис использовал Восточную и Западную Германию, а также Восточный и Западный Берлин, спрашивая бывших жителей этих двух правительств. Оказалось, что те, кто меньше заботился об изменении климата, действительно жили в Восточной Германии, а те, кто заботился о климате больше, жили в Западной Германии.